# Krzysztof Szwedowski
Krzysztof Szwedowski (ur. 31 października 1965) – polski prawnik i urzędnik państwowy, od 1993 do 2001 wiceprezes Urzędu Ochrony Państwa, od 2001 do 2005 wiceprezes Najwyższej Izby Kontroli, członek zarządu PKN Orlen.

## Życiorys
Krzysztof Szwedowski jest absolwentem studiów prawniczych na Uniwersytecie Mikołaja Kopernika w Toruniu. Aplikację prokuratorską ukończył w 1992 roku, natomiast kontrolerską w 2004 roku. Od września 2005 roku był doradcą Prezesa Najwyższej Izby Kontroli. Następnie od października 2001 do sierpnia 2005 roku piastował funkcję wiceprezesa Najwyższej Izby Kontroli. Pomiędzy kwietniem 1999 a grudniem 2001 roku był członkiem Komitetu Ochrony Informacji Niejawnych przy Prezesie Rady Ministrów. W okresie od marca 1993 do września 2001 roku Urząd Ochrony Państwa od maja 1998 roku – piastował stanowisko Zastępcy Szefa Urzędu Ochrony Państwa. Rada Nadzorcza PKN Orlen z dniem 31 marca 2006 roku powołała Krzysztofa Szwedowskiego na funkcję Członka Zarządu.